# Sältjärnen (Älvdalens socken, Dalarna, 679511-139618)
Sältjärnen är en sjö i Älvdalens kommun i Dalarna och ingår i Dalälvens huvudavrinningsområde.